# Jan Krukowski
Jan Krukowski (ur. 22 czerwca 1940 w Zawadzie) – polski historyk, wykładowca.

## Życiorys[1]
Studia historyczne odbył w WSP w Krakowie. W 1965 otrzymał tytuł magistra. W 1966 rozpoczął pracę na tejże uczelni. W 1975 doktorat nauk humanistycznych, następnie w 2002 habilitował się. W latach 1992–1993 był prodziekanem, a od 1993 do 1996 dziekanem Wydziału Pedagogicznego WSP. Członek m.in. Towarzystwa Historii Edukacji, Towarzystwa Ludoznawczego. Współredaktor Encyklopedii Krakowa i autor licznych haseł w Słowniku biograficznym historii Polski.

## Wybrane publikacje
- Szkolnictwo parafialne Krakowa w XVII wieku, Kraków 2001[1]
- Nauczyciele szkół parafialnych Krakowa w XVI wieku, Kraków 2007
- Historia oświaty i wychowania w strukturze organizacyjnej, badawczej i dydaktycznej krakowskiej uczelni pedagogicznej, "Annales Universitatis Paedagogicae Cracoviensis. Studia ad Institutionem et Educationem Pertinentia" 2/2010
- Państwowe Pedagogium i Szkoła Ćwiczeń w Krakowie : z tradycji kształcenia nauczycieli, Kraków 2011

## Nagrody i odznaczenia[2]
- Nagroda Ministra Nauki, Szkolnictwa Wyższego i Techniki (1982, 1987)
- Medal KEN (1993)
- Złoty Krzyż Zasługi (1986)
- Medal "Kraków 2000"